# Lista de prêmios e indicações recebidos por The Witcher 3: Wild Hunt
Esta é uma lista de prêmios e indicações recebidos por The Witcher 3: Wild Hunt (em polonês: Wiedźmin 3: Dziki Gon), um jogo eletrônico de ação e fantasia desenvolvido pela CD Projekt RED que foi lançado mundialmente no dia 19 de maio de 2015 para as plataformas Microsoft Windows, PlayStation 4 e Xbox One.
O jogo recebeu ampla aclamação da crítica especializada e tornou-se um grande sucesso financeiro, com cerca de 10 milhões de cópias vendidas ao redor do mundo, vencendo o título de Jogo do Ano por mais de 250 premiações diferentes, dentre as quais incluem-se publicações de revistas e sites, críticos específicos, e cerimônias de premiação, como a Golden Joystick Awards e a The Game Awards.

## Prêmios e indicações
| Data       | Premiação                                | Categoria                                      | Designação indicada                                     | Resultado    | Ref.   |
| ---------- | ---------------------------------------- | ---------------------------------------------- | ------------------------------------------------------- | ------------ | ------ |
| 25/10/2013 | 31º Golden Joystick Awards               | Mais Esperado                                  | The Witcher 3: Wild Hunt                                | Venceu       | [ 4 ]  |
| 07/12/2013 | VGX 2013                                 | Jogo Mais Aguardado                            | The Witcher 3: Wild Hunt                                | Indicado     | [ 5 ]  |
| 24/10/2014 | 32º Golden Joystick Awards               | Mais Esperado                                  | The Witcher 3: Wild Hunt                                | Venceu       | [ 6 ]  |
| 05/12/2014 | The Game Awards 2014                     | Jogo Mais Aguardado                            | The Witcher 3: Wild Hunt                                | Venceu       | [ 7 ]  |
| 30/10/2015 | 33º Golden Joystick Awards               | Jogo do Ano                                    | The Witcher 3: Wild Hunt                                | Venceu       | [ 8 ]  |
| 30/10/2015 | 33º Golden Joystick Awards               | Melhor Momento em um Jogo                      | The Witcher 3: Wild Hunt                                | Venceu       | [ 8 ]  |
| 30/10/2015 | 33º Golden Joystick Awards               | Melhor Narrativa                               | The Witcher 3: Wild Hunt                                | Venceu       | [ 8 ]  |
| 30/10/2015 | 33º Golden Joystick Awards               | Melhor Design Visual                           | The Witcher 3: Wild Hunt                                | Venceu       | [ 8 ]  |
| 30/10/2015 | 33º Golden Joystick Awards               | Estúdio do Ano                                 | CD Projekt RED por The Witcher 3: Wild Hunt             | Venceu       | [ 8 ]  |
| 03/12/2015 | The Game Awards 2015                     | Jogo do Ano                                    | The Witcher 3: Wild Hunt                                | Venceu       | [ 9 ]  |
| 03/12/2015 | The Game Awards 2015                     | Melhor RPG                                     | The Witcher 3: Wild Hunt                                | Venceu       | [ 9 ]  |
| 03/12/2015 | The Game Awards 2015                     | Melhor Narrativa                               | Marcin Blacha e Borys Pugacz-Muraszkiewicz              | Indicado     | [ 10 ] |
| 03/12/2015 | The Game Awards 2015                     | Melhor Trilha Sonora                           | Marcin Przybyłowicz, Mikolai Stroinski e Percival       | Indicado     | [ 10 ] |
| 03/12/2015 | The Game Awards 2015                     | Melhor Performance                             | Doug Cockle como Geralt (The Witcher 3: Wild Hunt)      | Indicado     | [ 10 ] |
| 03/12/2015 | The Game Awards 2015                     | Melhor Direção de Arte                         | The Witcher 3: Wild Hunt                                | Indicado     | [ 10 ] |
| 03/12/2015 | The Game Awards 2015                     | Desenvolvedora do Ano                          | CD Projekt RED por The Witcher 3: Wild Hunt             | Venceu       | [ 9 ]  |
| 07/12/2015 | Slant's 25 Best Video Games of 2015      | Jogo do Ano                                    | The Witcher 3: Wild Hunt                                | Venceu       | [ 11 ] |
| 09/12/2015 | jeuxvideo.com Best PC Games of 2015      | Jogo do Ano                                    | The Witcher 3: Wild Hunt                                | Venceu       | [ 12 ] |
| 11/12/2015 | jeuxvideo.com Best PS4 Games of 2015     | Jogo do Ano                                    | The Witcher 3: Wild Hunt                                | Venceu       | [ 13 ] |
| 16/12/2015 | GameSpot's Best PS4 Games of 2015        | Jogo do Ano                                    | The Witcher 3: Wild Hunt                                | Venceu       | [ 14 ] |
| 16/12/2015 | The Telegraph Video Game Awards 2015     | Jogo do Ano                                    | The Witcher 3: Wild Hunt                                | Vice-campeão | [ 15 ] |
| 16/12/2015 | The Telegraph Video Game Awards 2015     | Melhor Design de Som                           | The Witcher 3: Wild Hunt                                | Indicado     | [ 15 ] |
| 16/12/2015 | The Telegraph Video Game Awards 2015     | Melhor Narrativa                               | The Witcher 3: Wild Hunt                                | Indicado     | [ 15 ] |
| 16/12/2015 | The Telegraph Video Game Awards 2015     | Melhor Performance                             | Doug Cockle como Geralt (The Witcher 3: Wild Hunt)      | Indicado     | [ 15 ] |
| 16/12/2015 | The Telegraph Video Game Awards 2015     | Feito Técnico                                  | The Witcher 3: Wild Hunt                                | Venceu       | [ 15 ] |
| 18/12/2015 | The A.V. Club Readers’ Poll              | Jogo do Ano (Escolha dos leitores)             | The Witcher 3: Wild Hunt                                | Venceu       | [ 16 ] |
| 18/12/2015 | Cheat Code Central's Cody Awards 2015    | Jogo do Ano                                    | The Witcher 3: Wild Hunt                                | Venceu       | [ 17 ] |
| 18/12/2015 | Cheat Code Central's Cody Awards 2015    | Melhor Personagem Masculino                    | Geralt de Rívia (The Witcher 3: Wild Hunt)              | Venceu       | [ 18 ] |
| 18/12/2015 | Cheat Code Central's Cody Awards 2015    | Melhor RPG                                     | The Witcher 3: Wild Hunt                                | Venceu       | [ 19 ] |
| 18/12/2015 | Cheat Code Central's Cody Awards 2015    | Melhor Som                                     | The Witcher 3: Wild Hunt                                | Venceu       | [ 20 ] |
| 18/12/2015 | Cheat Code Central's Cody Awards 2015    | Estúdio do Ano                                 | CD Projekt RED por The Witcher 3: Wild Hunt             | Venceu       | [ 21 ] |
| 18/12/2015 | The Guardian's Top 25 Best Games of 2015 | Melhor Jogo                                    | The Witcher 3: Wild Hunt                                | Vice-campeão | [ 22 ] |
| 19/12/2015 | GameSpot's Best Xbox One Games of 2015   | Jogo do Ano                                    | The Witcher 3: Wild Hunt                                | Venceu       | [ 23 ] |
| 20/12/2015 | Mirror Online's Best Games of 2015       | Jogo do Ano                                    | The Witcher 3: Wild Hunt                                | Venceu       | [ 24 ] |
| 20/12/2015 | GameSpot's Best PC Games of 2015         | Jogo do Ano                                    | The Witcher 3: Wild Hunt                                | Venceu       | [ 25 ] |
| 21/12/2015 | GameSpot's Game of the Year 2015         | Jogo do Ano                                    | The Witcher 3: Wild Hunt                                | Venceu       | [ 26 ] |
| 22/12/2015 | Kill Screen's Best Videogames of 2015    | Jogo do Ano                                    | The Witcher 3: Wild Hunt                                | Venceu       | [ 27 ] |
| 26/12/2015 | PC Games's Best Games of 2015            | Melhor RPG                                     | The Witcher 3: Wild Hunt                                | Venceu       | [ 28 ] |
| 27/12/2015 | Ars Technica's Best of 2015              | Melhor Jogo                                    | The Witcher 3: Wild Hunt                                | 3º lugar     | [ 29 ] |
| 27/12/2015 | Digital Spy's 20 Best Games of 2015      | Jogo do Ano                                    | The Witcher 3: Wild Hunt                                | Venceu       | [ 30 ] |
| 27/12/2015 | Eurogamer.it Best Games of 2015          | Jogo do Ano                                    | The Witcher 3: Wild Hunt                                | Venceu       | [ 31 ] |
| 28/12/2015 | PC Games's Best Games of 2015            | Melhor Estúdio                                 | CD Projekt RED por The Witcher 3: Wild Hunt             | Venceu       | [ 32 ] |
| 28/12/2015 | Wired's Top 10 Best Videogames of 2015   | Jogo do Ano                                    | The Witcher 3: Wild Hunt                                | Vice-campeão | [ 33 ] |
| 31/12/2015 | EGM's Best of 2015                       | Jogo do Ano                                    | The Witcher 3: Wild Hunt                                | Venceu       | [ 34 ] |
| 31/12/2015 | GamesRadar's Game of the Year 2015       | Jogo do Ano                                    | The Witcher 3: Wild Hunt                                | Vice-campeão | [ 35 ] |
| 31/12/2015 | PC Games's Best PC Games of 2015         | Jogo do Ano (Escolha dos leitores)             | The Witcher 3: Wild Hunt                                | Venceu       | [ 36 ] |
| 31/12/2015 | PC Games's Best PS4 Games of 2015        | Jogo do Ano (Escolha dos leitores)             | The Witcher 3: Wild Hunt                                | Venceu       | [ 37 ] |
| 31/12/2015 | Shacknews Game of the Year 2015          | Jogo do Ano                                    | The Witcher 3: Wild Hunt                                | Venceu       | [ 38 ] |
| 01/01/2016 | Game Revolution's Best of 2015 Awards    | Jogo do Ano                                    | The Witcher 3: Wild Hunt                                | Vice-campeão | [ 39 ] |
| 01/01/2016 | Game Revolution's Best of 2015 Awards    | Melhor Desenvolvedora                          | CD Projekt RED                                          | Venceu       | [ 40 ] |
| 01/01/2016 | Game Revolution's Best of 2015 Awards    | Melhor DLC                                     | The Witcher 3: Hearts of Stone                          | Venceu       | [ 41 ] |
| 01/01/2016 | Game Revolution's Best of 2015 Awards    | Melhor História                                | The Witcher 3: Wild Hunt                                | Indicado     | [ 42 ] |
| 01/01/2016 | Game Revolution's Best of 2015 Awards    | Melhor Direção de Arte                         | The Witcher 3: Wild Hunt                                | Indicado     | [ 43 ] |
| 01/01/2016 | Game Revolution's Best of 2015 Awards    | Melhor Trilha Sonora                           | The Witcher 3: Wild Hunt                                | Indicado     | [ 44 ] |
| 01/01/2016 | Game Revolution's Best of 2015 Awards    | Melhor RPG                                     | The Witcher 3: Wild Hunt                                | Indicado     | [ 45 ] |
| 01/01/2016 | OXM Game of the Year Awards 2015         | Jogo do Ano                                    | The Witcher 3: Wild Hunt                                | Venceu       | [ 46 ] |
| 01/01/2016 | The Escapist Game of the Year 2015       | Jogo do Ano (Escolha dos editores)             | The Witcher 3: Wild Hunt                                | Venceu       | [ 47 ] |
| 04/01/2016 | The Escapist Game of the Year 2015       | Jogo do Ano (Escolha dos leitores)             | The Witcher 3: Wild Hunt                                | Venceu       | [ 48 ] |
| 06/01/2016 | Game Informer Best of 2015 Awards        | Jogo do Ano (Escolha dos editores)             | The Witcher 3: Wild Hunt                                | Venceu       | [ 49 ] |
| 06/01/2016 | Game Informer Best of 2015 Awards        | Jogo do Ano (Escolha dos leitores)             | The Witcher 3: Wild Hunt                                | Venceu       | [ 50 ] |
| 07/01/2016 | Sixth Annual Metacritic User Poll        | Jogo do Ano (Escolha dos leitores)             | The Witcher 3: Wild Hunt                                | Venceu       | [ 51 ] |
| 08/01/2016 | IGN's Best of 2015                       | Jogo do Ano (Escolha dos editores)             | The Witcher 3: Wild Hunt                                | Venceu       | [ 52 ] |
| 08/01/2016 | IGN's Best of 2015                       | Jogo do Ano (Escolha dos leitores)             | The Witcher 3: Wild Hunt                                | Venceu       | [ 52 ] |
| 08/01/2016 | IGN's Best of 2015                       | Jogo do Ano de PC (Escolha dos leitores)       | The Witcher 3: Wild Hunt                                | Venceu       | [ 53 ] |
| 08/01/2016 | IGN's Best of 2015                       | Jogo do Ano de PlayStation 4                   | The Witcher 3: Wild Hunt                                | Indicado     | [ 54 ] |
| 08/01/2016 | IGN's Best of 2015                       | Jogo do Ano de Xbox One                        | The Witcher 3: Wild Hunt                                | Indicado     | [ 55 ] |
| 08/01/2016 | IGN's Best of 2015                       | Melhor Direção de Arte (Escolha dos leitores)  | The Witcher 3: Wild Hunt                                | Venceu       | [ 56 ] |
| 08/01/2016 | IGN's Best of 2015                       | Excelência técnica (Escolha dos leitores)      | The Witcher 3: Wild Hunt                                | Venceu       | [ 57 ] |
| 08/01/2016 | IGN's Best of 2015                       | Melhor Música Original                         | The Witcher 3: Wild Hunt                                | Venceu       | [ 58 ] |
| 08/01/2016 | IGN's Best of 2015                       | Melhores Performances (Escolha dos leitores)   | The Witcher 3: Wild Hunt                                | Venceu       | [ 59 ] |
| 08/01/2016 | IGN's Best of 2015                       | Melhor História (Escolha dos leitores)         | The Witcher 3: Wild Hunt                                | Venceu       | [ 60 ] |
| 08/01/2016 | IGN's Best of 2015                       | Melhor Expansão (Escolha dos leitores)         | The Witcher 3: Hearts of Stone                          | Venceu       | [ 61 ] |
| 11/01/2016 | 68º Writers Guild of America Awards      | Feito Notável em Roteiro de Videogame          | The Witcher 3: Wild Hunt                                | Indicado     | [ 62 ] |
| 05/02/2016 | IGN AU Black Beta Select Awards 2015     | Jogo do Ano                                    | The Witcher 3: Wild Hunt                                | Venceu       | [ 63 ] |
| 18/02/2016 | 19º D.I.C.E. Awards                      | Jogo do Ano                                    | The Witcher 3: Wild Hunt                                | Indicado     | [ 64 ] |
| 18/02/2016 | 19º D.I.C.E. Awards                      | Feito Notável em Direção de Jogo               | The Witcher 3: Wild Hunt                                | Indicado     | [ 64 ] |
| 18/02/2016 | 19º D.I.C.E. Awards                      | Feito Notável em Personagem                    | Geralt de Rívia (The Witcher 3: Wild Hunt)              | Indicado     | [ 64 ] |
| 18/02/2016 | 19º D.I.C.E. Awards                      | Feito Notável em Composição de Música Original | The Witcher 3: Wild Hunt                                | Indicado     | [ 64 ] |
| 18/02/2016 | 19º D.I.C.E. Awards                      | Feito Notável em História                      | The Witcher 3: Wild Hunt                                | Venceu       | [ 64 ] |
| 18/02/2016 | 19º D.I.C.E. Awards                      | Notável Feito Técnico                          | The Witcher 3: Wild Hunt                                | Venceu       | [ 64 ] |
| 18/02/2016 | 19º D.I.C.E. Awards                      | Feito Notável em Design de Jogo                | The Witcher 3: Wild Hunt                                | Venceu       | [ 64 ] |
| 17/03/2016 | 16º Game Developers Choice Awards        | Jogo do Ano                                    | The Witcher 3: Wild Hunt                                | Venceu       | [ 65 ] |
| 17/03/2016 | 16º Game Developers Choice Awards        | Melhor Tecnologia                              | The Witcher 3: Wild Hunt                                | Venceu       | [ 65 ] |
| 19/03/2016 | SXSW Gaming Awards 2016                  | Jogo do Ano                                    | The Witcher 3: Wild Hunt                                | Venceu       | [ 66 ] |
| 19/03/2016 | SXSW Gaming Awards 2016                  | Excelência em Jogabilidade                     | The Witcher 3: Wild Hunt                                | Indicado     | [ 66 ] |
| 19/03/2016 | SXSW Gaming Awards 2016                  | Excelência em Arte                             | The Witcher 3: Wild Hunt                                | Indicado     | [ 66 ] |
| 19/03/2016 | SXSW Gaming Awards 2016                  | Excelência em Feito Técnico                    | The Witcher 3: Wild Hunt                                | Venceu       | [ 66 ] |
| 19/03/2016 | SXSW Gaming Awards 2016                  | Excelência em Feito Visual                     | The Witcher 3: Wild Hunt                                | Venceu       | [ 66 ] |
| 19/03/2016 | SXSW Gaming Awards 2016                  | Excelência em Narrativa                        | The Witcher 3: Wild Hunt                                | Venceu       | [ 66 ] |
| 19/03/2016 | SXSW Gaming Awards 2016                  | Excelência em Trilha Musical                   | The Witcher 3: Wild Hunt                                | Indicado     | [ 66 ] |
| 19/03/2016 | SXSW Gaming Awards 2016                  | Personagem Mais Sólido                         | Geralt (The Witcher 3: Wild Hunt)                       | Indicado     | [ 66 ] |
| 21/03/2016 | 15º NAVGTR Awards                        | Jogo do Ano                                    | The Witcher 3: Wild Hunt                                | Venceu       | [ 67 ] |
| 21/03/2016 | 15º NAVGTR Awards                        | Animação, Técnico                              | The Witcher 3: Wild Hunt                                | Venceu       | [ 67 ] |
| 21/03/2016 | 15º NAVGTR Awards                        | Direção de Arte, Influência Temporal           | The Witcher 3: Wild Hunt                                | Venceu       | [ 67 ] |
| 21/03/2016 | 15º NAVGTR Awards                        | Direção de Arte, Fantasia                      | The Witcher 3: Wild Hunt                                | Venceu       | [ 67 ] |
| 21/03/2016 | 15º NAVGTR Awards                        | Direção de Câmera em Motor de Jogo             | The Witcher 3: Wild Hunt                                | Venceu       | [ 67 ] |
| 21/03/2016 | 15º NAVGTR Awards                        | Design de Controle, 3D                         | The Witcher 3: Wild Hunt                                | Indicado     | [ 67 ] |
| 21/03/2016 | 15º NAVGTR Awards                        | Design de Figurino                             | The Witcher 3: Wild Hunt                                | Venceu       | [ 67 ] |
| 21/03/2016 | 15º NAVGTR Awards                        | Direção em Jogo Cinematográfico                | The Witcher 3: Wild Hunt                                | Venceu       | [ 67 ] |
| 21/03/2016 | 15º NAVGTR Awards                        | Design de Jogo, Franquia                       | The Witcher 3: Wild Hunt                                | Venceu       | [ 67 ] |
| 21/03/2016 | 15º NAVGTR Awards                        | Engenharia de Jogo                             | The Witcher 3: Wild Hunt                                | Venceu       | [ 67 ] |
| 21/03/2016 | 15º NAVGTR Awards                        | Gráficos, Técnico                              | The Witcher 3: Wild Hunt                                | Indicado     | [ 67 ] |
| 21/03/2016 | 15º NAVGTR Awards                        | Trilha Dramática Original, Franquia            | The Witcher 3: Wild Hunt                                | Venceu       | [ 67 ] |
| 21/03/2016 | 15º NAVGTR Awards                        | Performance Dramática, Principal               | Doug Cockle como "Geralt"                               | Venceu       | [ 67 ] |
| 21/03/2016 | 15º NAVGTR Awards                        | Performance Dramática, Principal               | William Roberts como "Tio Vesemir"                      | Indicado     | [ 67 ] |
| 21/03/2016 | 15º NAVGTR Awards                        | Edição de Som em Jogo Cinematográfico          | The Witcher 3: Wild Hunt                                | Venceu       | [ 67 ] |
| 21/03/2016 | 15º NAVGTR Awards                        | Roteiro de Drama                               | The Witcher 3: Wild Hunt                                | Venceu       | [ 67 ] |
| 21/03/2016 | 15º NAVGTR Awards                        | Jogo, Franquia RPG                             | The Witcher 3: Wild Hunt                                | Venceu       | [ 67 ] |
| 07/04/2016 | 12º British Academy Games Awards         | Feito Artístico                                | The Witcher 3: Wild Hunt                                | Indicado     | [ 68 ] |
| 07/04/2016 | 12º British Academy Games Awards         | Audio Achievement                              | The Witcher 3: Wild Hunt                                | Indicado     | [ 68 ] |
| 07/04/2016 | 12º British Academy Games Awards         | Melhor Jogo                                    | The Witcher 3: Wild Hunt                                | Indicado     | [ 68 ] |
| 07/04/2016 | 12º British Academy Games Awards         | Design de Jogo                                 | The Witcher 3: Wild Hunt                                | Indicado     | [ 68 ] |
| 07/04/2016 | 12º British Academy Games Awards         | Ator                                           | Doug Cockle como Geralt de Rívia                        | Indicado     | [ 68 ] |
| 07/04/2016 | 12º British Academy Games Awards         | Jogo Persistente                               | The Witcher 3: Wild Hunt                                | Indicado     | [ 68 ] |
| 07/04/2016 | 12º British Academy Games Awards         | História                                       | The Witcher 3: Wild Hunt                                | Indicado     | [ 68 ] |
| 18/11/2016 | 34º Golden Joystick Awards               | Melhor Narrativa                               | The Witcher 3: Blood and Wine                           | Venceu       | [ 69 ] |
| 18/11/2016 | 34º Golden Joystick Awards               | Melhor Design Visual                           | The Witcher 3: Blood and Wine                           | Venceu       | [ 69 ] |
| 18/11/2016 | 34º Golden Joystick Awards               | Melhor Performance                             | Doug Cockle como Geralt (The Witcher 3: Blood and Wine) | Venceu       | [ 69 ] |
| 01/12/2016 | The Game Awards 2016                     | Melhor RPG                                     | The Witcher 3: Blood and Wine                           | Venceu       | [ 70 ] |